# NGC 190
NGC 190 (ook wel  PGC 2324, UGC 397, MCG 1-2-41, ZWG 409.51, DRCG 2-62, 3ZW 10 of HCG 5A) is een spiraalvormig sterrenstelsel in het sterrenbeeld Vissen.
NGC 190 werd op 22 oktober 1886 ontdekt door de Amerikaanse astronoom Lewis A. Swift.
NGC 190 maakt deel uit van HCG 5 (Hickson Compact Group 5).